# 斎藤勝
斎藤 勝（さいとう まさる、1937年4月25日 - ）は、日本のバレーボール指導者、アスレティックトレーナー、元バレーボール全日本男子監督。東海大学名誉教授。

## 来歴
東京都出身。東京都立目黒高等学校、日本体育大学体育学部体育学科を卒業後、教師となる。並行して、数々の中学、高校、大学でバレーボール部の監督として采配を振った。
1970年、第7回世界選手権で、全日本男子チームのトレーナーを務めた（当時は、東海大一高の監督で、日本協会科学技術研究員だった）。
1972年のミュンヘン五輪でも、同じく全日本男子チームのトレーナーを務め、松平康隆監督とともに、倒立歩行など、独自のトレーニング方法を考案した。
1984年、ロス五輪後に、全日本男子チームの監督に就任（当時は、東海大学体育学部教授で、同大学のバレーボール部監督）。
1985年、神戸ユニバーシアードでも監督を務め、優勝を果たした。以降、就任期間中はユニバーシアードの出場メンバーを中心とした若いチーム作りをした。神戸ユニバーシアード大会では女子も優勝し、男女アベック優勝を達成する。女子の監督は大学の大先輩宗内徳行であった。
その後も、日本バレーボール協会常務理事、バレーボール全日本男子チーム強化委員長、東海大学体育学部長などを歴任した。

## 著書
- 『バレーボールの戦術 - 松平バレーボール躍進の秘密』 - 講談社スポーツシリーズ (1972年、松平康隆・池田尚弘との共著)
- 『バレーボールのトレーニング』 - 大修館書店(1972年、吉原一男・豊田博・土谷秀雄との共著)
- 『これが新しい体づくりだ　男子バレー勝利のかげに』 - 竹内書店（1972年）
- 『バレーボール』 - 不昧堂出版 スポーツ新シリーズ1（1978年11月）
- 『バレーボール - マンツーマン・コーチ』 - 西東社（1981年5月）
- 『斎藤勝式・驚異のパワーアップトレーニング』 - 日本文化出版（1983年4月）
- 『Volleyball 斎藤勝のバレーボール・技術と戦術』 - 学研マーケティング（1994年4月）
- 『バレーボール 攻め方・守り方がよくわかる』 - 学研マーケティング（1999年2月、関岡康雄監修）
- 『この道 その人生』 - 非売品の自伝